# NGC 2187
NGC 2187 este o galaxie spirală situată în constelația Peștele de Aur. A fost descoperită în 23 decembrie 1834 de către John Herschel.